# Boscaglie di Tasso di Giaglione (Val Clarea)
Boscaglie di Tasso di Giaglione (Val Clarea) este o arie protejată (arie specială de conservare — SAC, sit de importanță comunitară — SCI) din Italia întinsă pe o suprafață de 340 ha, integral pe uscat.

## Localizare
Centrul sitului Boscaglie di Tasso di Giaglione (Val Clarea) este situat la coordonatele 45°09′32″N 6°57′33″E / 45.158889°N 6.959167°E.

## Înființare
Situl Boscaglie di Tasso di Giaglione (Val Clarea) a fost declarat sit de importanță comunitară în septembrie 1995 pentru a proteja un număr necunoscut de specii din flora spontană și fauna sălbatică aflate în arealul zonei. Situl a fost protejat și ca arie specială de conservare în iulie 2016.

## Biodiversitate
Situată în ecoregiunea alpină, aria protejată conține 5 habitate naturale: Pante stâncoase silicioase cu vegetație casmofită, Păduri de fag Luzulo-Fagetum, Păduri alpine de Larix decidua și/sau Pinus cembra, Roci stâncoase cu vegetație pionieră de Sedo-Scleranthion sau Sedo albi-Veronicion dillenii, Formațiuni ierboase bogate în specii de Nardus, dezvoltate pe substraturi silicioase în zone montane (și în zone submontane, în Europa continentală).
La baza desemnării sitului se află un număr nedeclarat de specii protejate:
Pe lângă speciile protejate, pe teritoriul sitului au mai fost identificate 2 specii de plante, 2 specii de mamifere.